# Großsteingrab Marienborn 1

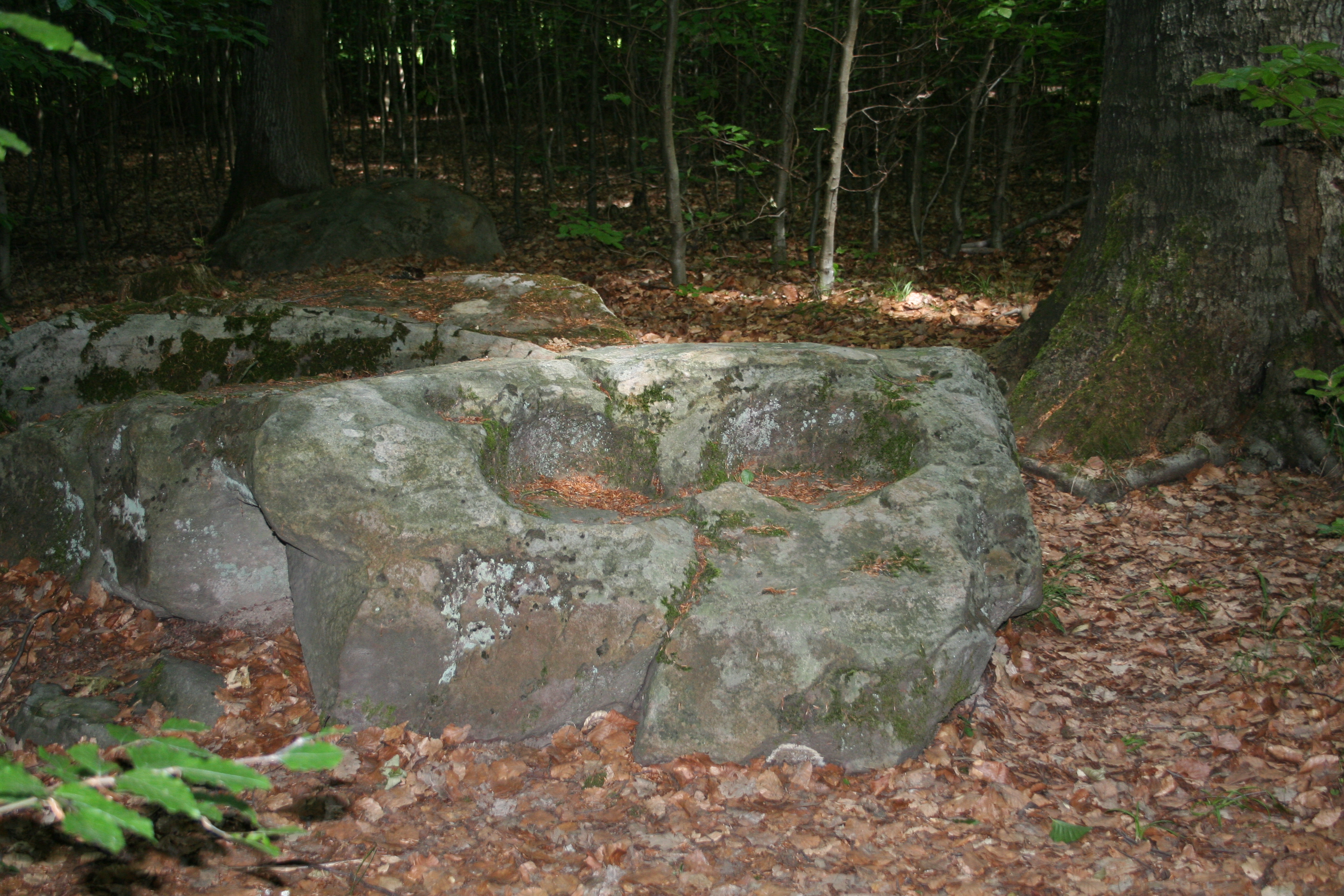
Großsteingrab Opferstein

Das Großsteingrab Marienborn 1 (genannt Opferstein) ist ein nur teilweise sichtbarer Kultplatz. Er liegt im Lappwald von Marienborn südöstlich von Helmstedt in Sachsen-Anhalt. Es sind lediglich drei Decksteine und die Oberkante eines Tragsteins oberhalb des Waldbodens auszumachen. Der Rest ist vermutlich noch in der Erde. Hans-Jürgen Beier gibt den Befund „Großsteingrab“ als gesichert an.
Im vorderen Deckstein befinden sich zwei möglicherweise künstlich eingetiefte, etwa kopfgroße kreisrunde Ausbildungen, die der Anlage den Namen Opferstein gaben. Auf dem hinteren Deckstein befinden sich einige Schälchen. Das Material ist Knollenquarzit, in dem bauchige Ein- und Auswölbungen nicht selten sind.
Der Forst Marienborn und der Forst Harbke sind unter Prähistorikern als Megalithareale, die bis zum Jahr 1989 aufgrund der nahen innerdeutschen Grenze zur „verbotenen Zone“ gehörten, bekannter geworden. Hans-Jürgen Beier vermutet, dass ein größerer Teil der Anlagen in den Boden eingesenkt worden ist, was gemeinsam mit der geringen Kammerlänge ein Kennzeichen der „hercynischen Megalithik“ ist, die sich in diesen Fundraum vor allem mit der Bernburger Kultur verbindet. Der Lappwald und sein Randbereich sind als Übergangszone zwischen dem nordischen und dem mitteldeutschen Kulturkreis der Trichterbecherkultur (TBK) zu verstehen.
Seit 2017 gibt es in Marienborn einen archäologisch-historischen Rundweg, zu dessen Stationen auch zwei Großsteingräber und der einstige Standort eines weiteren zerstörten Grabes gehören.